# Maria Arredondo
Maria Arredondo(* 6. července 1985, Vennesla, Vest-Agder) je norská textařka a popová zpěvačka. Za svou hudební kariéru vydala šest studiových alb, s nimiž se pravidelně dostávala do norské hitparády VG-lista. Nejúspěšnější v tomto smyslu byla její první 3 studiová alba Maria Arredondo (2003), Not Going Under (2004) a Min Jul (2005), která všechna získala ocenění platinové desky za prodej v Norsku. Nejúspěšnějším singlem se stala píseň „In Love with an Angel“ z prvního studiového alba, která dobyla čelo singlového žebříčku VG-lista i další norské hitparády Hit40. Se svou písní „The Touch“ se v roce 2010 zúčastnila norské výběrové soutěže pro Eurovision Song Contest, s níž postoupila do finálového kola.

## Diskografie
- Maria Arredondo (2003)
- Not Going Under (2004)
- Min Jul (2005)
- For a Moment (2007)
- Sound of Musicals (2008)
- Heime Nå (2013)